# Alfie Mawson
Alfie Mawson (Londra, 19 gennaio 1994) è un ex calciatore inglese, di ruolo difensore.

## Carriera

### Club
Prodotto delle giovanili del Brentford, dal 2012 al 2015 è stato ceduto in prestito a Maidenhead Utd, Luton Town, Welling Utd e Wycombe.
Nel 2015 viene acquistato dal Barnsley, con cui debutta in seconda divisione.
Nel 2016 passa per 300.000€ allo Swansea City. Esordisce in Premier League il 22 ottobre 2016 nel match pareggiato 0-0 contro il Watford.

### Nazionale
Ha partecipato agli Europei Under-21 del 2017.

## Statistiche

### Presenze e reti nei club
Statistiche aggiornate al 14 settembre 2020.
| Stagione            | Squadra             | Campionato          | Campionato | Campionato | Coppe nazionali | Coppe nazionali | Coppe nazionali | Coppe continentali | Coppe continentali | Coppe continentali | Altre coppe | Altre coppe | Altre coppe | Totale | Totale |
| Stagione            | Squadra             | Comp                | Pres       | Reti       | Comp            | Pres            | Reti            | Comp               | Pres               | Reti               | Comp        | Pres        | Reti        | Pres   | Reti   |
| ------------------- | ------------------- | ------------------- | ---------- | ---------- | --------------- | --------------- | --------------- | ------------------ | ------------------ | ------------------ | ----------- | ----------- | ----------- | ------ | ------ |
| dic. 2012-gen. 2013 | Maidenhead Utd      | NL                  | 6          | 0          |                 | -               | -               |                    | -                  | -                  |             | -           | -           | 6      | 0      |
| feb.-apr. 2013      | Maidenhead Utd      | NL                  | 3          | 0          |                 | -               | -               |                    | -                  | -                  |             | -           | -           | 3      | 0      |
| ago. 2013           | Brentford           | L1                  | 0          | 0          | FACup+CdL+FLT   | 0+1+0           | 0               |                    | -                  | -                  |             | -           | -           | 1      | 0      |
| ott.-nov. 2013      | Maidenhead Utd      | NL                  | 3          | 0          |                 | -               | -               |                    | -                  | -                  |             | -           | -           | 3      | 0      |
| Totale Maidenhead   | Totale Maidenhead   | Totale Maidenhead   | 12         | 0          |                 | -               | -               |                    | -                  | -                  |             | -           | -           | 12     | 0      |
| nov. 2013-gen. 2014 | Luton Town          | NL                  | 1          | 0          |                 | -               | -               |                    | -                  | -                  |             | -           | -           | 1      | 0      |
| gen.-apr. 2014      | Welling Utd         | NL                  | 9          | 1          |                 | -               | -               |                    | -                  | -                  |             | -           | -           | 9      | 1      |
| 2014-2015           | Wycombe             | L2                  | 48         | 7          | FACup+CdL+FLT   | 0+1+1           | 0               |                    | -                  | -                  |             | -           | -           | 50     | 7      |
| 2015-2016           | Barnsley            | L1                  | 48         | 6          | FACup+CdL+FLT   | 1+2+7           | 0+0+1           |                    | -                  | -                  |             | -           | -           | 58     | 7      |
| ago. 2016           | Barnsley            | FLC                 | 4          | 2          | FACup+CdL       | 0+1             | 0               |                    | -                  | -                  |             | -           | -           | 5      | 2      |
| Totale Barnsley     | Totale Barnsley     | Totale Barnsley     | 52         | 8          |                 | 11              | 1               |                    | -                  | -                  |             | -           | -           | 63     | 7      |
| ago. 2016-2017      | Swansea City        | PL                  | 27         | 4          | FACup+CdL       | 0               | 0               |                    | -                  | -                  |             | -           | -           | 27     | 4      |
| 2017-2018           | Swansea City        | PL                  | 38         | 2          | FACup+CdL       | 3+3             | 0+1             |                    | -                  | -                  |             | -           | -           | 44     | 3      |
| Totale Swansea City | Totale Swansea City | Totale Swansea City | 65         | 6          |                 | 6               | 1               |                    | -                  | -                  |             | -           | -           | 71     | 7      |
| 2018-2019           | Fulham              | PL                  | 15         | 0          | FACup+CdL       | 0+1             | 0               | -                  | -                  | -                  | -           | -           | -           | 16     | 0      |
| 2019-2020           | Fulham              | FLC                 | 27         | 0          | FACup+CdL       | 0               | 0               | -                  | -                  | -                  | -           | -           | -           | 27     | 0      |
| 2020-2021           | Bristol City        | FLC                 | 11         | 0          | FACup+CdL       | 2+1             | 0               | -                  | -                  | -                  | -           | -           | -           | 14     | 0      |
| 2021-2022           | Fulham              | FLC                 | 6          | 0          | FACup+CdL       | 0+2             | 0               | -                  | -                  | -                  | -           | -           | -           | 8      | 0      |
| Totale Fulham       | Totale Fulham       | Totale Fulham       | 48         | 0          |                 | 3               | 0               |                    | -                  | -                  |             | -           | -           | 51     | 0      |
| 2022-2023           | Wycombe             | FL1                 | 20         | 0          | FACup+CdL       | 1+0             | 0               | -                  | -                  | -                  | -           | -           | -           | 21     | 0      |
| Totale carriera     | Totale carriera     | Totale carriera     | 266        | 22         |                 | 27              | 2               |                    | -                  | -                  |             | -           | -           | 293    | 24     |

## Palmarès

### Club

#### Competizioni nazionali
- English Football League Trophy: 1

Barnsley: 2015-2016
- Campionato inglese di seconda divisione: 1

Fulham: 2021-2022